# 下総三浦藩
下総三浦藩（しもうさみうらはん）は、徳川家康の関東入国後から江戸時代前期にかけて存在した藩。三浦重成に下総国・上総国で1万石が与えられて成立した。1631年、三浦重勝に嗣子なく改易。居所は下総国佐倉（現在の千葉県佐倉市付近）とも上総国大網（現在の千葉県大網白里市）ともされるが、三浦家が早い時期に断絶となったためにこれを確定する史料が存在しない。『藩史大事典』などでは「三浦重成・重勝領」と呼称される。

## 歴史
天正18年（1590年）8月、徳川家康が関東に入国し、家臣に知行地を宛行った（関東知行割）。この際、三浦重成（義次）には上総国山辺郡、下総国印旛郡などで1万石の所領を与えられ、大名となった。当初の本拠は佐倉（本佐倉）であるという。『佐倉市史』によれば、天正19年（1591年）に知行割りが行われ、上総国大網（現在の大網白里市大網）・本納（現在の茂原市本納）および下総国佐倉で1万石が宛行われたとある。
ただし「佐倉」は広域地名であり、久野宗能も佐倉に1万3000石で入ったともされている（佐倉藩参照）。現代「佐倉の町」として認識される佐倉市中心地区（近世佐倉城とその城下町）が構築されるのは、1610年に土井利勝が入封して以降である。中世には本佐倉城（印旛郡酒々井町本佐倉・佐倉市大佐倉）が「佐倉」地域の中心であったが、近世佐倉城が建設されるまでの地域の支配拠点の状況ははっきりしない（佐倉藩参照）。
文禄4年（1595年）に重成は豊臣姓を下賜された。慶長7年（1602年）には家康から3千石の加増を受けている（この際に佐倉から近江国に移封されたという）。
重成は男児に恵まれず、阿部正次の子・重次を娘婿に迎えて後継者にしようとした。重次は大坂の陣では、重成の代理として参加している。
しかし老齢になって、重成に実子の重勝が生まれたため、重次は後継者の地位を辞退する。そのため重成は、重次に近江国浅井郡3千石の所領を分与し、分家を立てさせた。
重成の没年は不詳であるが、元和元年（1615年）の大坂の陣の際には病気にかかっていたとされる。慶長末年ないしは元和年間に重勝が後を継いだと見られ、寛永元年（1624年）12月に父の遺領を継いだ重勝が従五位下に叙せられた記録がある。寛永4年（1627年）には、大網にあった方墳寺が、禁教とされた日蓮宗不受不施派の教義を布教したとして重勝に焼き払われている。
しかし寛永8年（1631年）8月、重勝が継嗣のないまま死去し、三浦家は無嗣改易となった。
大網の蓮照寺には三浦監物家に関連する二基の供養塔がある。一基は三浦監物重勝の供養塔で、もう一基は「三浦監物」（重勝あるいは重成）が一族の日寛上人を供養したものである。『千葉県教育振興財団研究紀要 第28号 房総における近世陣屋』は、大網を城地と示唆している。

## 歴代藩主
三浦家
1万石→1万3千石→1万石。譜代（1590年 - 1631年）。
1. 重成
2. 重勝